# Little Canada (Anglia)
Little Canada – osada w Anglii, w hrabstwie ceremonialnym South Yorkshire, w dystrykcie metropolitalnym Doncaster. Leży 26 km na północny wschód od miasta Sheffield i 237 km na północ od Londynu.